# Charles Francis Jenkins
Charles Francis Jenkins (22 d'agost de 1867 - 6 de juny de 1934) fou un pioner nord-americà dels inicis de la història del cinema i un dels inventors de la televisió, tot i que ell emprava més la tecnologia mecànica que la tecnologia electrònica. Entre les seves empreses, s'inclouen Charles Jenkins Laboratories i Jenkins Television Corporation (una societat anònima que es va fundar el 1928, l'any en què a Charles Jenkins Laboratories se'ls va concedir la primera llicència comercial televisiva als Estats Units).
Jenkins va néixer a Dayton, Ohio. Es va criar a prop de Richmond, Indiana, on va anar al col·legi. L'any 1890 se'n va anar a Washington DC, on va treballar com a escenògraf. Va començar a fer experiments amb pel·lícules l'any 1891 i va acabar deixant la seva feina per involucrar-se completament en el desenvolupament del seu propi projector cinematogràfic, el Phantascopi.
A Bliss School of Electricity, a Washington DC, va conèixer al seu company Thomas Armat, amb el qual va millorar el disseny del Phantascopi. El 1895 van fer una emissió pública a la Cotton States and International Exposition, a Atlanta, i posteriorment van començar a discutir sobre els drets d'aquella emissió. Armat va acabar guanyant el cas judicial, en el qual Jenkins havia intentat reclamar tots els drets. Armat es va unir més endavant a Thomas Edison, a qui li va vendre els drets per comercialitzar el projector sota el nom de Vitascopi.
Jenkins va passar a treballar a la televisió. Va publicar un article a "Motion Pictures by Wireless" l'any 1913, però no va ser fins al 1923 quan va emetre imatges de siluetes en moviment per a uns pocs presents. El 13 de juny de 1925 va ser quan finalment va retransmetre públicament una emissió sincronitzada d'imatges i sons.
La seva tecnologia mecànica (que també va fer pionera John Logie Baird) va ser substituïda posteriorment per la tecnologia electrònica creada per Vladimir Zworykin i Philo Farnsworth.
L'any 1928, la Jenkins Television Corporation va obrir el primer canal d'emissió als Estats Units, que es va anomenar W3XK i es va emetre en directe el dia 2 de juliol. Va ser retrasmitida des dels laboratoris Jenkins a Washington i a partir de 1929 des de Wheaton, Maryland, durant cinc nits a la setmana. Al principi, el canal només podia emetre imatges de siluetes a causa de la seva amplada de banda analògica, però aviat van ser rectificades i es van retransmetre imatges reals en blanc i negre.
El març de 1932, la Jenkins Television Corporation va ser liquidada i els seus béns van ser adquirits per Lee DeForest Ràdio Corporation. Al cap d'uns mesos, la companyia de DeForest va caure en fallida i els béns els va adquirir RCA, que va detenir tot el treball realitzat a través de la tecnologia electromecànica que s'havia emprat fins llavors.
Charles Francis Jenkins va morir a l'edat de 66 anys a Washington DC, ciutat on hi va ser també enterrat, concretament al Rock Creek Cemetery.